# Brzava
La Brzava, en serbe cyrillique Брзава et en roumain Bârzava, est une rivière de Roumanie et de Serbie. Sa longueur est de 166 km. Elle fait partie du bassin de drainage de la mer Noire. Son propre bassin de drainage couvre une superficie de 1 190 km². Elle se jette dans le Timiš.

## Roumanie
La Bârzava prend sa source dans les monts Semenic dans le județ de Caraș-Severin qui font partie des Carpates occidentales roumaines, à l'ouest de la Roumanie, près de la ville d'Anina. La rivière coule vers le nord-est, près du mont Piatra Grozbe et traverse Vâliug, atteignant la partie nord des monts Semenic. Elle bifurque alors vers le nord-ouest. Elle traverse la ville de Reșița, la plus grande localité située sur son cours, et continue en direction de Câlnic, Bocșa Montană, Bocșa Română, Ramna, Berzovia et Șoșdea, où la Bârzava quitte la Transylvanie pour la plaine du Banat. Elle bifurque au sud-ouest, se divise en plusieurs cours parallèles près de Sculia, Gătaia, Sângeorge, Omor et Denta. À partir de cet endroit et jusqu'à son confluent avec le Tamiš, la Bârzava est canalisée. Ensuite elle passe à Partoș et sert de frontière à la Roumanie et à la Serbie sur quelques kilomètres. Après 127 km à travers la Roumanie, elle entre dans la province autonome de Voïvodine près du village de Markovićevo.

## Serbie
La Brzava passe ensuite à Konak et Banatska Dubica, où elle s'intègre au canal Danube-Tisa-Danube, le plus grand système de canaux de Serbie. Après Jarkovac, elle se jette dans le Tamiš, au Sud de Botoš. La rivière parcourt 39 km en Serbie. La rivière n'est pas navigable. 

## Sources
- Jovan Đ. Marković (1990): Enciklopedijski geografski leksikon Jugoslavije; Svjetlost-Sarajevo;  (ISBN 86-01-02651-6)
- Atlas svijeta, 1re édition (1974); Jugoslavenski leksikografski zavod